# Mirosław Sznaucner

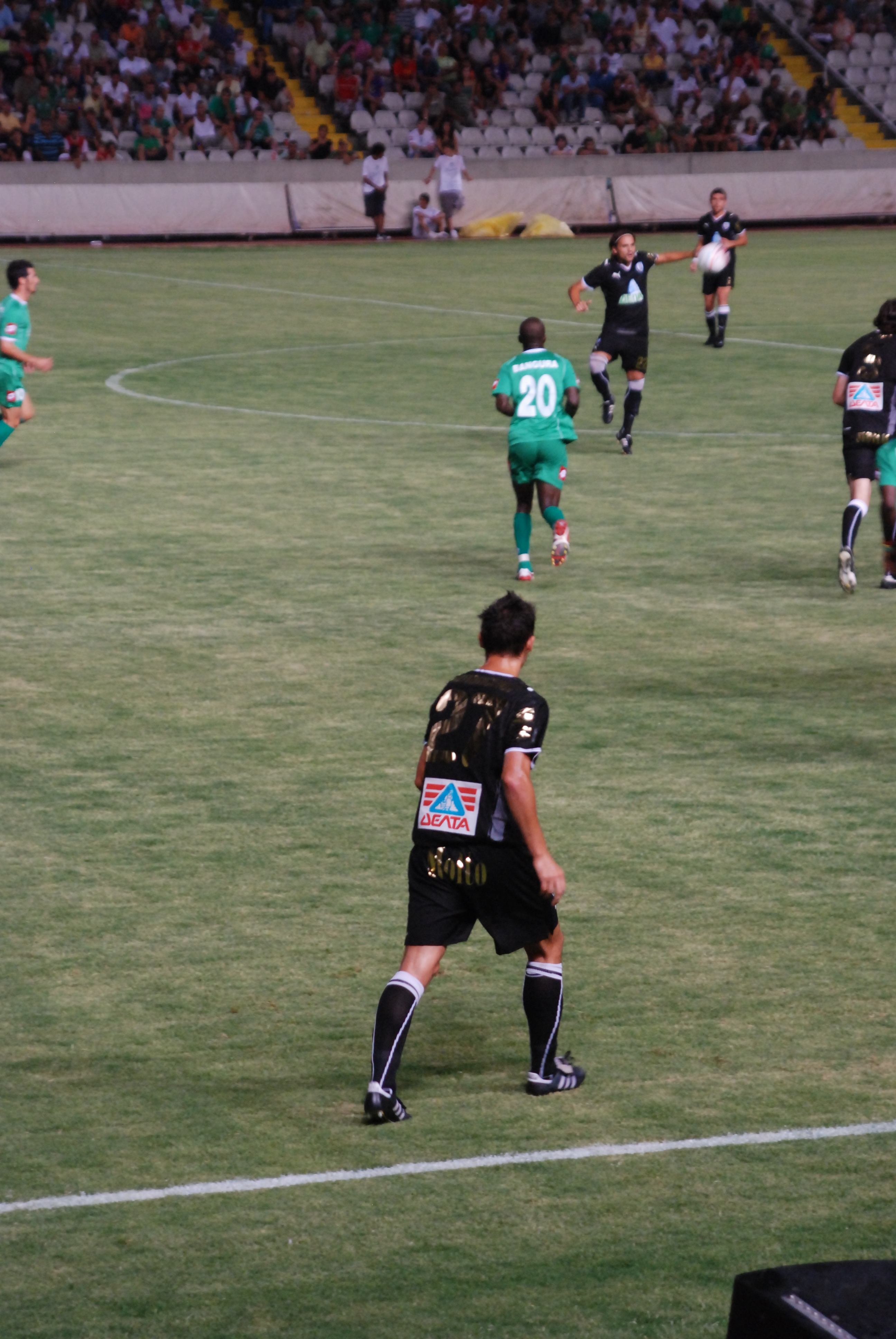
Mirosław Sznaucner (2008)

Mirosław Sznaucner, född 9 maj 1979 i Będzin, är en polsk före detta fotbollsspelare som sedan 2015 är assisterande tränare för PAOK:s U20 lag. Han kom till klubben inför säsongen 2007/2008 och gjorde ett bra intryck under sin första säsong. Han spelade tidigare i Polen för Pogoń Leżajsk och GKS Katowice, sedan flyttade han till Grekland för att spela för Iraklis Thessaloniki FC innan han värvades av rivalerna PAOK från samma stad.
Sznaucner spelar vanligen som vänster- eller högerback, men kan även spela som mittback. Han har spelat två matcher för det polska landslaget, men har inte lyckats ta en fast plats i truppen.